# Endemoniadas de Loudun
El caso de las endemoniadas de Loudun es probablemente el más famoso caso de posesión diabólica colectiva que se conoce. Tuvo lugar en 1634 en la pequeña ciudad francesa de Loudun. Afectó a las monjas ursulinas del convento de la localidad, supuestamente hechizadas por el padre Urbain Grandier, quien fue acusado de brujería, de acuerdo con el testimonio de las endemoniadas, y condenado a morir en la hoguera. 

## Antecedentes

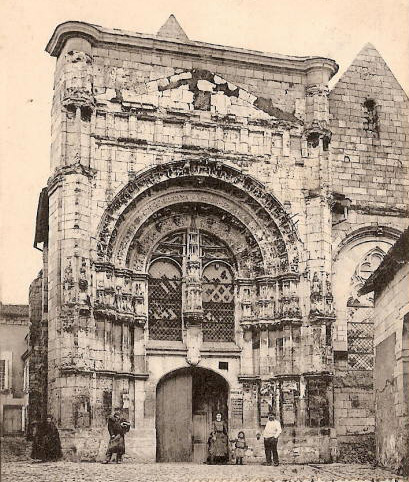
Iglesia de Loudun.

Urbain Grandier era, desde 1617, el cura párroco de St-Pierre-du-Marche, en Loudun, ciudad situada en el Poitou (Francia). Hombre atractivo, elegante y refinado, tuvo relaciones con varias mujeres de la localidad, entre ellas Philippe Trincant, hija de Louis Trincant, fiscal del rey en Loudun. Grandier fue probablemente el padre del hijo ilegítimo de Philippe. Fue amante también de Madeleine de Brou, hija de René de Brou. Se cree que Madeleine era ya amante de Grandier cuando este escribió un tratado contra el celibato de los sacerdotes.
Debido a su comportamiento, Grandier tenía numerosos enemigos en la ciudad de Loudun. En 1629 tuvo un enfrentamiento con Jacques de Thibault, agente del cardenal Richelieu, que llegó a golpear al párroco. Grandier marchó a París para denunciar a Thibault ante el rey Luis XIII; a su vez, sus enemigos lo acusaron de inmoralidad ante su superior eclesiástico, el obispo de Poitiers, Henri-Louis Chasteignier de la Rochepozay.
En Loudun se llevó a cabo una investigación acerca de la conducta de Grandier, dirigida por uno de sus principales enemigos, el fiscal Louis Trincant. El 15 de noviembre de 1629, Grandier fue puesto bajo arresto en Poitiers por orden del obispo. El 3 de marzo de 1630, fue condenado a abstenerse de ejercer sus funciones eclesiásticas durante cinco años en la diócesis de Poitiers, y durante el resto de su vida en la ciudad de Loudun. Salió de la prisión, donde había permanecido durante más de tres meses, y apeló al arzobispo de Burdeos. En noviembre de 1631, Grandier, gracias a sus influencias en las altas esferas, logró que le fuera levantada la suspensión a divinis, y fue restaurado en su dignidad eclesiástica. 
Por la misma época, Grandier se opuso públicamente al designio del cardenal Richelieu de demoler la fortaleza de Loudun, lo cual le granjeó la enemistad del poderoso ministro de Luis XIII.
El convento de monjas ursulinas de Loudun había sido fundado en 1626. Desde el año siguiente, su superiora era la madre Juana de los Ángeles, llamada en el siglo Jeanne de Belciel, nacida en 1602 de una familia de la baja nobleza. En 1634, vivían en el convento diecisiete monjas, incluida la superiora. La superiora había solicitado a Grandier que se convirtiese en el confesor de las monjas, pero Grandier había rechazado su requerimiento. Tras el rechazo de Grandier, aceptó el cargo el canónigo Mignon, rival de este en la carrera eclesiástica, y que había perdido recientemente un pleito contra él.

## Posesión y primeros exorcismos
En el otoño de 1632, las monjas comenzaron a ser testigos de extrañas apariciones sobrenaturales, que comunicaron a su director espiritual, el padre Mignon. No está claro si fueron de algún modo inducidas por Mignon, que quizá colaboraba a su vez con el obispo de Poitiers, a dar el nombre de Urbain Grandier. Convencido de encontrarse ante un caso de posesión diabólica, Mignon hizo llamar como exorcistas a otros sacerdotes de las localidades vecinas de Veniers y Chinon. 
Los padres Mignon y Barre comenzaron a exorcizar a las monjas. Durante los exorcismos, varias de las monjas, incluida la superiora, Juana de los Ángeles, sufrieron violentas convulsiones, chillaron e hicieron proposiciones sexuales a los sacerdotes. Muchas de ellas narraron sueños pecaminosos. La superiora reveló que ella y las otras monjas estaban poseídas por dos demonios, llamados Asmodeo y Zabulón, que habían llegado hasta ellas cuando el padre Grandier arrojó un ramo de rosas por encima de los muros del convento. 
Grandier trató de evitarlo, recurriendo primero al bailío de Loudun, y luego al arzobispo de Burdeos. Finalmente, gracias a este último, los exorcismos se interrumpieron el 21 de marzo de 1633, y las monjas fueron recluidas en sus celdas.

## Acusación de brujería
Continuaron, sin embargo, los esfuerzos de los enemigos de Grandier para causar su ruina. Uno de estos enemigos era Jean de Laubardemont, pariente de Juana de los Ángeles y protegido del cardenal Richelieu. Laubardemont y un fraile capuchino, Tranquille, dieron al cardenal noticias de los fallidos exorcismos, y le llevaron una copia de un libelo satírico que Grandier había supuestamente escrito sobre Richelieu. El cardenal hizo que Grandier fuera arrestado, acusado de brujería.
Se llevó a cabo una nueva serie de exorcismos en las hermanas, que acusaron a Grandier de haberlas embrujado. En total, Juana y las otras monjas afirmaron estar poseídas por una multitud de demonios: Asmodeo, Zabulón, Isacaaron, Astaroth, Grésil, Amand, Leviatom, Behemot, Beherie, Easas, Celso, Acaos, Cedon, Alex, Naphthalim, Cham, Ureil y Achas.
El 18 de agosto de 1634, Urbano Grandier fue condenado a muerte, torturado y quemado. Siempre juró ser inocente.
Las crisis de posesión duraron hasta 1637.

## El caso de Loudun en la literatura y el cine

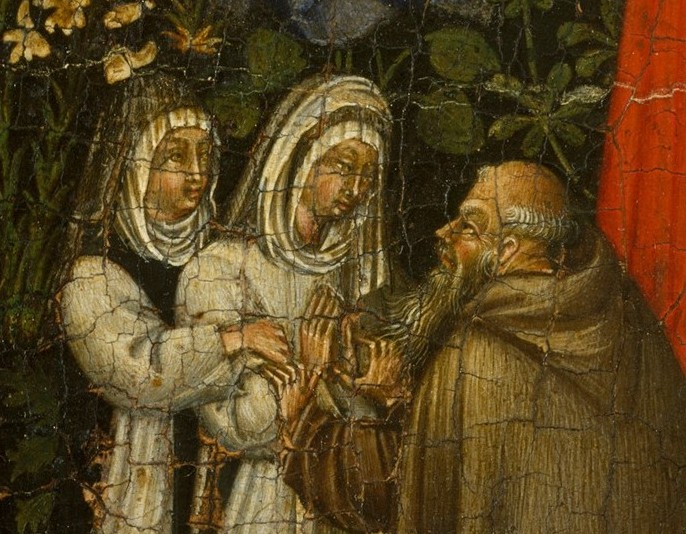
Monjas confesándose

En el siglo XX, el caso de las posesiones de Loudun ha llamado la atención de varios autores. El escritor británico Aldous Huxley publicó en 1952 un ensayo interpretativo sobre el tema, titulado Los diablos de Loudun (The devils of Loudun). El polaco Jaroslaw Iwaszkiewicz en 1946 publica Madre Juana de los Ángeles, novela que narra las posesiones demoníacas. El francés Michel de Certeau publicó en 1970 su obra La possession de Loudun.
La historia ha sido llevada al cine al menos en dos ocasiones: en 1961, el polaco Jerzy Kawalerowicz dirigió la película Madre Juana de los Ángeles, basada en la novela de Iwaszkiewicz, y en 1971 el británico Ken Russell estrenó la película Los demonios. 
Se han escrito dos óperas basadas en las posesiones de Loudun: Los demonios de Loudun, de Krzysztof Penderecki y Madre Juana, de Federico Ibarra Groth.